# Ecuador Open
L'Ecuador Open è stato un torneo maschile di tennis facente parte dal 2015 al 2018 del circuito ATP World Tour 250 tenuto a Quito in Ecuador.
Víctor Estrella Burgos è stato il tennista più vincente del torneo, ottenendo tre vittorie su quattro edizioni disputate.
Dal 2019, il torneo è stato sostituito in calendario dal neonato Córdoba Open.

## Albo d'oro

### Singolare
| Anno | Campione                   | Finalista            | Punteggio           |
| ---- | -------------------------- | -------------------- | ------------------- |
| 2015 | Víctor Estrella Burgos (1) | Feliciano López      | 6–2, 6(5)–7, 7–6(5) |
| 2016 | Víctor Estrella Burgos (2) | Thomaz Bellucci      | 4–6, 7–6(5), 6–2    |
| 2017 | Víctor Estrella Burgos (3) | Paolo Lorenzi        | 6(2)–7, 7–5, 7–6(6) |
| 2018 | Roberto Carballés Baena    | Albert Ramos Viñolas | 6–3, 4–6, 6–4       |

### Doppio
| Anno | Campioni                              | Finalisti                         | Punteggio     |
| ---- | ------------------------------------- | --------------------------------- | ------------- |
| 2015 | Gero Kretschmer Alexander Satschko    | Víctor Estrella Burgos João Souza | 7–5, 7–6(3)   |
| 2016 | Pablo Carreño Busta Guillermo Durán   | Thomaz Bellucci Marcelo Demoliner | 7–5, 6–4      |
| 2017 | James Cerretani Philipp Oswald        | Julio Peralta Horacio Zeballos    | 6–3, 2–1 rit. |
| 2018 | Nicolás Jarry Hans Podlipnik-Castillo | Austin Krajicek Jackson Withrow   | 7–6(6), 6–3   |